# Odoacre Pardini
Odoacre Pardini (Pietrasanta, 14 gennaio 1904 – Pietrasanta, dicembre 1977) è stato un calciatore e allenatore di calcio italiano.
Fu anche velocista, nuotatore, alpinista e pugile.

## Carriera
Inizia a giocare nella squadra della città natale, il Pietrasanta, per poi passare alla Lucchese e in seguito alla Lazio, dove gioca per nove stagioni a singhiozzo interrotte dalle esperienze alla Lucchese e al Pisa.